# Diócesis de Sintang
La diócesis de Sintang (en latín: Dioecesis Sintangen(sis) y en indonesio: Keuskupan Sintang) es una circunscripción eclesiástica latina de la Iglesia católica en Indonesia, sufragánea de la arquidiócesis de Pontianak. La diócesis tiene al obispo Valentinus Saeng como su ordinario desde el 18 de junio de 2022.

## Territorio y organización
La diócesis tiene 62 117 km² y extiende su jurisdicción sobre los fieles católicos de rito latino residentes en la provincia de Borneo Occidental en las regencias de Sintang, Melawi y Kapuas Hulu.
La sede de la diócesis se encuentra en la ciudad de Sintang, en donde se halla la Catedral de Cristo Rey.
En 2020 en la diócesis existían 36 parroquias agrupadas en 3 regiones.

## Historia
La prefectura apostólica de Sintang fue erigida el 11 de marzo de 1948 con la bula Ut in Archipelago del papa Pío XII, obteniendo el territorio del vicariato apostólico de Pontianak (hoy arquidiócesis).
El 23 de abril de 1956 la prefectura apostólica fue elevada a vicariato apostólico con la bula Cum ingenti del papa Pío XII.
El 3 de enero de 1961 el vicariato apostólico fue elevado a diócesis con la bula Quod Christus del papa Juan XXIII.

## Estadísticas
De acuerdo al Anuario Pontificio 2021 la diócesis tenía a fines de 2020 un total de 289 000 fieles bautizados.
| Año                                                                             | Población            | Población | Población      | Sacerdotes | Sacerdotes    | Sacerdotes    | Bautizados por sacerdote | Diáconos permanentes | Religiosos | Religiosos | Parroquias |
| Año                                                                             | Bautizados católicos | Total     | % de católicos | Total      | Clero secular | Clero regular | Bautizados por sacerdote | Diáconos permanentes | Varones    | Mujeres    | Parroquias |
| ------------------------------------------------------------------------------- | -------------------- | --------- | -------------- | ---------- | ------------- | ------------- | ------------------------ | -------------------- | ---------- | ---------- | ---------- |
| 1950                                                                            | 3396                 | 202 444   | 1.7            | 14         |               | 14            | 242                      |                      |            | 30         | 8          |
| 1969                                                                            | 12 925               | 265 000   | 4.9            | 23         | 3             | 20            | 561                      |                      | 25         | 36         | 7          |
| 1980                                                                            | 31 508               | 369 000   | 8.5            | 33         | 3             | 30            | 954                      |                      | 33         | 34         |            |
| 1988                                                                            | 84 838               | 499 401   | 17.0           | 37         | 7             | 30            | 2292                     |                      | 34         | 35         |            |
| 1999                                                                            | 122 847              | 615 661   | 20.0           | 50         | 23            | 27            | 2456                     |                      | 33         | 68         | 36         |
| 2000                                                                            | 124 830              | 621 932   | 20.1           | 49         | 22            | 27            | 2547                     |                      | 32         | 82         | 36         |
| 2001                                                                            | 132 078              | 650 664   | 20.3           | 57         | 28            | 29            | 2317                     |                      | 34         | 83         | 36         |
| 2002                                                                            | 139 015              | 665 330   | 20.9           | 60         | 30            | 30            | 2316                     |                      | 36         | 90         | 36         |
| 2003                                                                            | 144 382              | 672 117   | 21.5           | 59         | 31            | 28            | 2447                     |                      | 36         | 75         | 36         |
| 2004                                                                            | 153 723              | 676 082   | 22.7           | 56         | 29            | 27            | 2745                     |                      | 63         | 60         | 36         |
| 2010                                                                            | 215 551              | 731 000   | 29.5           | 55         | 32            | 23            | 3919                     |                      | 29         | 63         | 36         |
| 2014                                                                            | 249 118              | 960 109   | 25.9           | 68         | 41            | 27            | 3663                     |                      | 35         | 73         | 36         |
| 2017                                                                            | 270 114              | 1 018 483 | 26.5           | 68         | 44            | 24            | 3972                     |                      | 31         | 65         | 36         |
| 2020                                                                            | 289 000              | 1 060 600 | 27.2           | 77         | 45            | 32            | 3753                     |                      | 37         | 68         | 36         |
| Fuente: Catholic-Hierarchy, que a su vez toma los datos del Anuario Pontificio. |                      |           |                |            |               |               |                          |                      |            |            |            |

## Episcopologio
- Lambert van Kessel, S.M.M. † (4 de junio de 1948-25 de mayo de 1973 renunció)
  - Sede vacante (1973-1976)
- Isak Doera † (9 de diciembre de 1976-1 de enero de 1996 renunció)
  - Sede vacante (1996-1999)
- Agustinus Agus (29 de octubre de 1999-3 de junio de 2014 nombrado arzobispo de Pontianak)
  - Sede vacante (2014-2016)
- Samuel Oton Sidin, O.F.M.Cap., desde el 21 de diciembre de 2016